# Каторга в Каєнні
4°56′40″ пн. ш. 52°19′00″ зх. д. / 4.944444° пн. ш. 52.316667° зх. д.
Каторга в Каєнні — одна з каторг у Французькій Гвіані. Була створена в 1852 році.
Будівлі виправної в'язниці складалися з трьох барачних таборів, названих «Європа», «Африка» і «Азія». У таборі налічувалося чотири спальних бараки, дев'ятнадцять в'язниць і 77 карцерів. Також там існували і медпункт, кухні і домівки для персоналу каторги. Каторга остаточно була закрита в 1946 році.
У перший час каторга приймала політичних в'язнів, які були опозиціонерами Другої імперії. Закон від 27 травня 1885 року поширив покарання у вигляді каторги злочинців-рецидивістів, які отримали подвійні терміни не менше десяти років.
В’язні залучалися до громадських робіт (будівництво доріг, осушення боліт) або на приватних осіб. Санітарні умови були жахливі, рівень смертності був дуже високий, тривалість життя на каторзі становила від трьох до п'яти років.
Після відбуття покарання в’язні отримували статус засланих: вони перебували під домашнім арештом на території Французької Гвіани на термін, еквівалентний терміну каторги, який вони відбули, якщо цей термін був менше восьми років. Якщо ж каторга становила термін більше восьми років, то засуджений ніколи не міг повернутися в метрополію. В обмін засланим після звільнення давалися ділянки землі. Цей захід переслідувала дві мети: порятунок від небажаних елементів суспільства в метрополії і збільшення населення Гвіани.